# Хрящи (Ковернинский район)
Хрящи́ — деревня в Ковернинском районе Нижегородской области России. Входит в состав Скоробогатовского сельсовета.
В прошлом деревня Хрящи известна как один из центров хохломской росписи.

## География
Деревня расположена в 20-и километрах к югу от райцентра на берегу реки Узола, которая является притоком Волги. Через деревню проходит трасса областного значения Нижний Новгород — Ковернино.

## Население
| 2002 | 2010 |
| ---- | ---- |
| 113  | ↘81  |